# Kambur (Suðuroy)
Kambur è un rilievo alto 206 metri sul mare situata sull'isola di Suðuroy, situata nell'arcipelago delle Isole Fær Øer, in Danimarca.